# Английский рожок
Англи́йский рожо́к (итал. corno inglese, фр. cor anglais, нем. Englisch Horn) или альтовый гобой ― деревянный духовой музыкальный инструмент, разновидность гобоя.

## История происхождения и развития инструмента
Английский рожок был сконструирован около 1720 года на основе одной из моделей охотничьего гобоя (гобой да качча), к которой был добавлен грушевидный раструб. Предположительно, это сделал силезский мастер Вайгель. Образцы инструмента, сделанные в XVIII веке и первой половине XIX, имели форму дуги или были изогнуты под углом, а современный прямой вариант появился только в 1830-х годах.
Существует две версии появления названия «английский рожок». Согласно первой из них, ранние образцы этого инструмента напоминали трубы, с которыми на полотнах тех времён часто изображались ангелы, и немецкое слово engellisch (ангельский) трансформировалось в englisch (английский). По другой версии, неверно было употреблено французское слово anglais (английский) вместо anglé (угловой, изогнутый углом ― по форме инструмента).
Современная прямая модель английского рожка была создана во второй четверти XIX века усилиями французских музыкальных мастеров Фредерика Триебера и Франсуа Лоре в сотрудничестве со знаменитым исполнителем на этом инструменте Анри Бродом.

## Строение
По устройству английский рожок схож с гобоем, но имеет бо́льший размер, грушевидный раструб и "эс" — особую изогнутую металлическую трубочку, с помощью которой трость соединяется с основным корпусом.
Аппликатура английского рожка полностью совпадает с аппликатурой гобоя, но из-за бо́льшей длины корпуса он звучит на чистую квинту ниже.

## Диапазон и нотация
Диапазон английского рожка по действительному звучанию ― от e (ми малой октавы) до b2 (си-бемоль второй октавы). 
Самые верхние звуки диапазона используются редко. 
При одинаковой аппликатуре с гобоем английский рожок звучит на квинту ниже его, то есть принадлежит к числу транспонирующих инструментов in F.
Итальянские композиторы конца XVIII ― первой половины XIX века нотировали партию английского рожка в басовом ключе, октавой ниже действительного звучания. Во французской традиции было принято писать ноты для него в редком меццо-сопрановом ключе. Наиболее распространена была нотация в альтовом ключе (её позднее применяли и некоторые композиторы XX века, в частности, С. С. Прокофьев). В современных партитурах партия английского рожка пишется в скрипичном ключе на чистую квинту выше действительного звучания.

## Техника игры и тембр
Техника игры и штрихи при игре на английском рожке ― те же, что и на гобое, однако английский рожок отличается несколько меньшей технической подвижностью. В его исполнении наиболее типичны кантиленные, протяжные эпизоды в легато. Тембр английского рожка по сравнению с гобоем более густой, полный и мягкий, близкий к другому инструменту — гобою д’амур.

## Применение в оркестре
В оркестре обычно применяется один английский рожок (реже два, например Ария Элеазара из оперы «Жидовка» Галеви), причём его партия может представлять собой временную замену одного из гобоев (как правило, последнего по номеру).

## Репертуар

### XVIII век
На первых порах своего существования английский рожок мог по желанию исполнителя заменяться на другие, схожие с ним инструменты семейства гобоев, поскольку композиторы почти не писали музыки специально для него. Самостоятельные партии для английского рожка начали появляться с 1740-х годов. Одним из первых композиторов, использовавших этот инструмент, был Глюк, в том числе в опере «Орфей и Эвридика». В симфонической музыке английский рожок появился впервые у Гайдна. Среди других композиторов, писавших для английского рожка во второй половине XVIII века, ― Йозеф Штарцер и Михаэль Гайдн, а также сами исполнители ― Йозеф Фиала, Игнац Мальцат и др.
Одним из наиболее выдающихся исполнителей на английском рожке в XVIII веке был Филипп Таймер, младший из трёх братьев, игравших на гобое. Для их трио написан ряд произведений композиторов-современников, в том числе, возможно, Трио op. 87 Бетховена. Другим известным исполнителем был Джузеппе Ферлендис, игравший на инструментах работы венецианского мастера Андреа Форнари.

### XIX век
Широко использовался английский рожок в операх итальянских композиторов ― Доменико Чимарозы, Томазо Траэтты, Джузеппе Сарти и других. Именно в их творчестве утвердился лирический, певучий стиль письма для английского рожка, в противоположность господствовавшему до того виртуозному началу. В XIX веке эти традиции развили Джоаккино Россини, Винченцо Беллини, Гаэтано Доницетти, Джузеппе Верди, у которых английский рожок нередко используется в драматических эпизодах.
Во Франции английский рожок появился только в начале XIX века. Первым крупным исполнителем на нём был Гюстав Вогт, гобоист оркестра Гранд-опера. Для него Россини написал соло в среднем разделе увертюры к опере «Вильгельм Телль». Вогт вместе с мастером Гийомом Триебером участвовал в усовершенствовании конструкции инструмента.
Первым из немецких композиторов-романтиков, включившим английский рожок в свои партитуры, был Рихард Вагнер, слышавший этот инструмент в Париже. В операх «Тангейзер» и «Тристан и Изольда» английский рожок подражает пастушьим наигрышам, а в «Лоэнгрине» используется уже не только для специальных эффектов, но и как полноценный оркестровый инструмент с самостоятельной партией. Партии английского рожка также встречаются в произведениях Шумана и Листа.
В симфонических произведениях XIX века английский рожок также исполнял эпизоды преимущественно пасторального или меланхолического характера. В Симфонии d-moll Сезара Франка у английского рожка самостоятельная оркестровая партия и обширное соло во второй части. Часто поручал этому инструменту сольные эпизоды Дворжак, один из самых известных ― во второй части Девятой симфонии («Из Нового Света»). В симфонической легенде Яна Сибелиуса «Туонельский лебедь» английский рожок, солирующий на фоне приглушённого звучания оркестра, создаёт образ чёрного лебедя ― проводника в загробный мир.
Тембр английского рожка нередко использовался композиторами для изображения экзотических восточных интонаций, напоминающих звучание азиатских и ближневосточных язычковых инструментов (Сен-Санс, опера «Самсон и Далила»; Бородин, симфоническая картина «В Средней Азии» и др.)

### XX век
В XX веке английский рожок стал применяться не только как оркестровый, но и как сольный инструмент. В оркестре наиболее известные соло принадлежат Л. Яначеку (рапсодия «Тарас Бульба»), Х. Родриго (Аранхуэсский концерт), С. Рахманинову (поэма «Колокола», IV часть). Среди сольных произведений для английского рожка ― Пастораль Картера (1940), Соната Хиндемита (1941), «Русская рождественская музыка» Альфреда Рида (1944), Концертино Вольфа-Феррари (1947), Концерт Васкса (1989) для английского рожка с оркестром и др.

## Знаменитые исполнители
Сольное исполнение исключительно на английском рожке встречается редко. Большинство исполнителей на нём также хорошо владеют основным инструментом ― гобоем.